# Aarne Pelkonen
Aarne Eliel Tellervo Pelkonen, född 24 november 1891, död 6 november 1959, var en finländsk gymnast.
Pelkonen tävlade för Finland vid olympiska sommarspelen 1912 i Stockholm, där han var med och tog silver i lagtävlingen i fritt system. 